# Rode kelkzwam
De rode kelkzwam (Sarcoscypha coccinea), soms ook rode bekerzwam of vermiljoenbekerzwam genoemd, is een in loofbossen en parken voorkomende paddenstoel. Hij is in winter en vroege voorjaar te vinden op vaak bemost verterend hout op vochtige, voedselrijke grond.
De aan het einde van de twintigste eeuw nog als zeldzaam te boek staande zwam werd in de jaren 2010 als vrij algemeen voorkomend beschouwd.

## Kenmerken

### Uiterlijke kenmerken
De zwam kan 1 tot 5 centimeter groot worden. Aan een dunne en taaie tot 2 cm lange witte en viltige steel bevindt zich een soms ingedeukte of ingesneden kelkachtige bol. In aanvang is deze nog bijna gesloten. De kleur van de gladde binnenkant is fel rood. De van een korte franje voorziene bovenrand is bleek. Aan de buitenzijde is de zwam dun witviltig met bij het verouderen vaak kale plekken. De kleur van de binnenzijde schemert er duidelijk doorheen. Er worden ook albino's en tussenvormen gevonden. De geur van de zwam is onopvallend.

### Microscopische kenmerken
De elliptische, kleurloze sporen meten 24-35 × 10-14 micrometer, bevatten veel kleine (< 3 µm) oliedruppeltjes en hebben weinig ingedeukte of afgevlakte toppen. De haploïde ascosporen rijpen per acht in het sporenzakje. De parafysen zijn draadvormig met oranjerode inhoud. Excipulair oppervlak met haren die slechts licht gebogen zijn en niet gedraaid zijn.

## Vergelijkbare soorten
Behalve de rode kelkzwam is er de krulhaarkelkzwam, (Sarcoscypha austriaca) die ongeveer even vaak en op dezelfde plaatsen voorkomt. De twee soorten zijn alleen onder een microscoop van elkaar te onderscheiden.

## Gebruik
Bronnen spreken elkaar tegen over de eetbaarheid van de soort. Het Oneida-volk gebruikte de gedroogde en vermalen rode kelkzwam om op de navel van pasgeborenen te smeren, zodat deze sneller zou helen. De zwam wordt in Scarborough ook gebruikt als tafelversiering, samen met mos en takjes.